# ブラヒム・ブーラミ
ブラヒム・ブーラミ（Brahim Boulami、1972年4月20日 - ）は、モロッコの陸上競技選手である。
ブーラミは、2001年に3000m障害において、バーナード・バルマサイが持っていた7分55秒72の世界記録を破り、7分55秒28の世界新記録を樹立した。2002年には、7分53秒17と自己の世界記録を更新するものの、禁止薬物エリスロポエチンが検出され7分53秒17の記録は抹消される。その後2年間の出場停止処分を受ける。
2004年に、サイフ・サイード・シャヒーンによって彼の世界記録は破られた。
彼の兄のハリド・ブーラミはアトランタオリンピック5000mの銅メダリストである。